# Sokal (Ukraine)
Pour les articles homonymes, voir Sokal.
Sokal (en ukrainien et en russe : Сокаль ; en polonais : Sokal) est une ville de l'oblast de Lviv, en Ukraine. Sa population s'élevait à 20 373 habitants en 2022.

## Géographie
Sokal est située sur la rivière Boug, à 74 km au nord de Lviv.

## Histoire

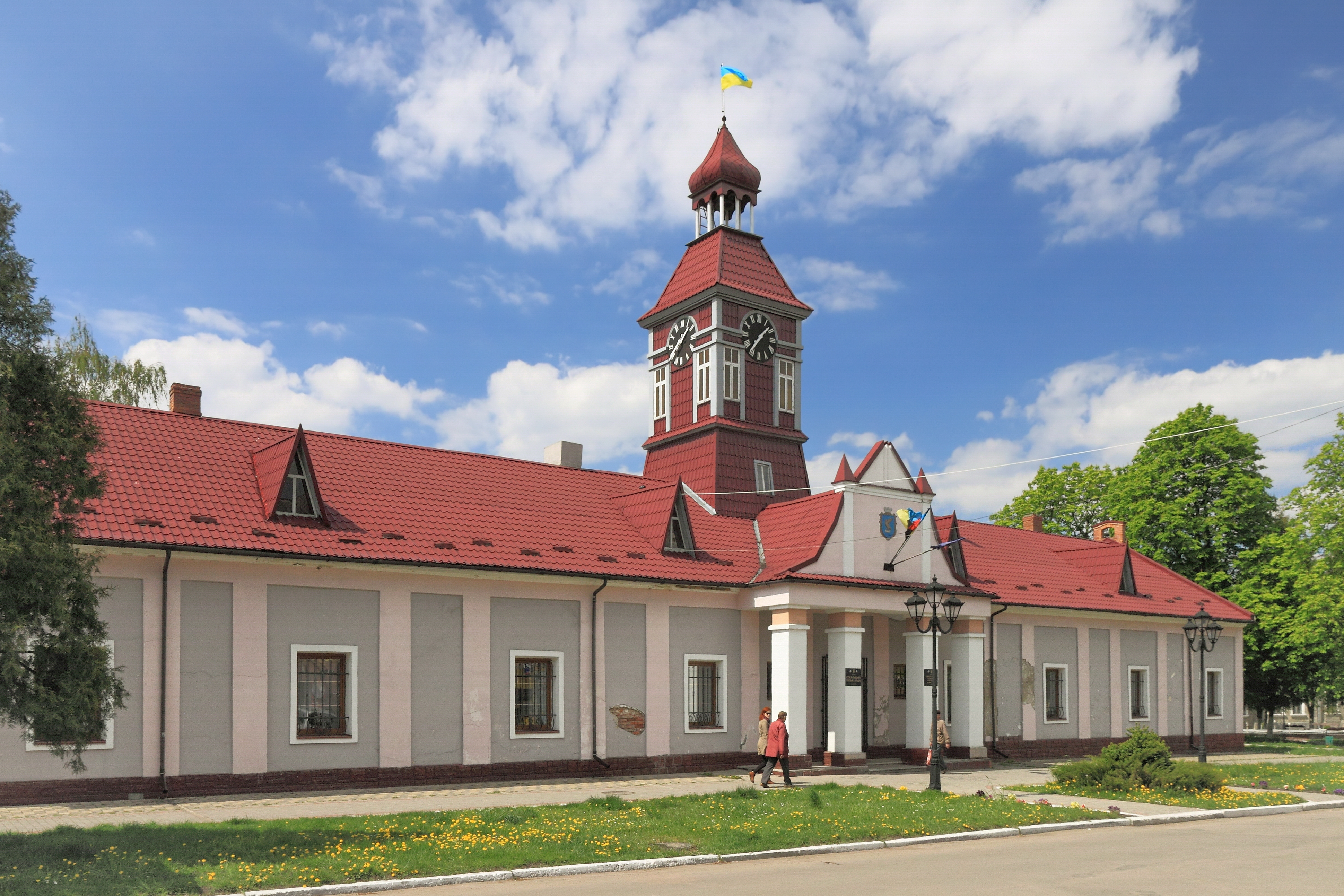
Hôtel de ville de Sokal.

Des fouilles archéologiques effectuées sur le territoire de Sokal ont mis au jour des objets datant du Mésolithique, du Néolithique et de l'âge du bronze et se rattachant aux civilisations grecque et celtique. La première mention de Sokal remonte à 1377. En 1424, Sokal obtient le droit de Magdebourg. À partir de 1462, Sokal est un centre de cercle de la voïvodie polonaise de Bełz. De 1772 à 1918, elle appartient à l'Autriche puis à l'Autriche-Hongrie qui  la relie au chemin de fer par la gare de Sokal. Elle est polonaise dans l'entre-deux-guerres. En septembre 1939, à la suite du pacte germano-soviétique elle est envahie puis annexée par l'Union soviétique.

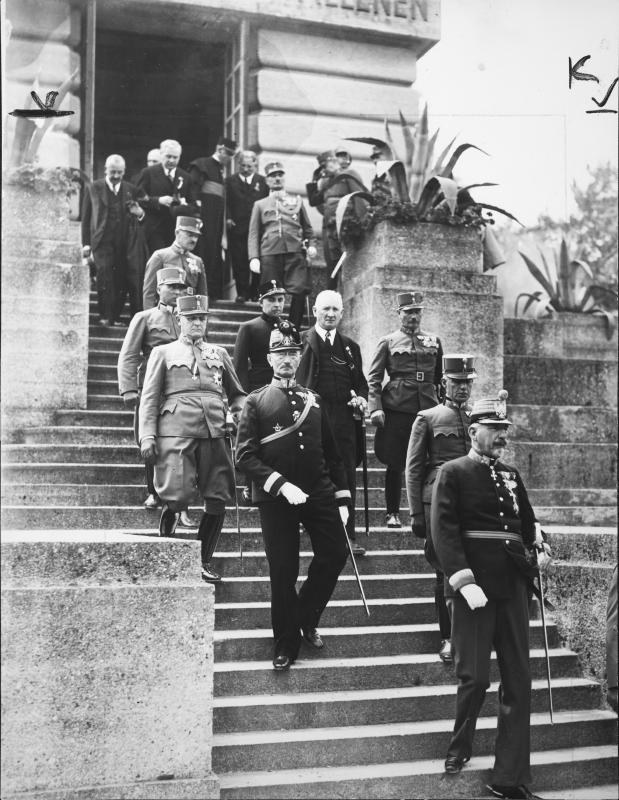
L' archiduc Eugène d'Autriche-Teschen en 1915 à Sokal.

"Le 21 juin 1941, à 19h 30, heure de Berlin, 20h 30, heure de Moscou, Alfred Liskow, caporal dans la Wehrmacht, passe le Boug à la nage en direction des lignes soviétiques. Sans arme mais en uniforme, il se rend à une patrouille de gardes - frontières, dans le secteur de Sokal . Il déclare être un ouvrier communiste et dénonce les dures conditions du prolétariat allemand et vient prévenir ses camarades soviétiques que la Wehrmacht donnera l'assaut dans trois heures...alors que les canons allemands commencent à se déchaîner. En quelques minutes, Liskow le déserteur devient Liskow le héros, figure du "bon allemand", communiste et ouvrier, issu d'une famille pauvre, utilisé par la propagande soviétique."

Après l'invasion de l'Union soviétique par l'Allemagne nazie, en 1941, elle est rattachée au Gouvernement général. Après la Seconde Guerre mondiale, la partie à l'ouest du Bug redevient polonaise. Mais après une modification des frontières, le 15 février 1951, elle est incorporée à la République socialiste soviétique d'Ukraine et donc à l'URSS. Depuis la dislocation de l'Union soviétique en 1991, Sokal fait partie de l'Ukraine indépendante.

## Population
Recensements (*) ou estimations de la population :
| 1959* | 1970*  | 1979*  | 1989*  | 2001*  |
| ----- | ------ | ------ | ------ | ------ |
| 9 352 | 14 219 | 18 877 | 22 177 | 21 693 |

| 2009   | 2010   | 2011   | 2012   | 2013   |
| ------ | ------ | ------ | ------ | ------ |
| 21 395 | 21 355 | 21 337 | 21 406 | 21 386 |

## Patrimoine culturel
- La synagogue de Sokal.
- Le monastère des Bernardins de Sokal.
- La cathédrale des saints apôtres Pierre et Paul.
- Le Gymnasium de Sokal.
- L'église saint Nicolas de Sokal.